# Dos Hermanas
Dos Hermanas — miasto w Andaluzji w pobliżu Sewilli. W 2022 roku liczyło około 137 tys. mieszkańców. Znane z turniejów szachowych z udziałem czołowych szachistów świata. Urodził się tu socjalistyczny polityk, wieloletni premier Hiszpanii Felipe González Márquez. Nazwa miasta oznacza „dwie siostry”.
W mieście znajduje się stacja kolejowa Dos Hermanas.
Działa tutaj także klub piłki nożnej, Dos Hermanas CF, grający obecnie w lokalnej lidze andaluzyjskiej Regional Preferente de Sevilla.